# Цеко Торбов
Цеко Николчов Торбов е български правист, философ и университетски преподавател (професор). Известен с преводите си на Имануел Кант, направени с неговата съпруга Валентина Топузова, той е смятан за най-значимия в България последовател на Имануел Кант в областта на философията на правото.

## Биография
Роден е в 1899 г. в Оряхово в семейство по произход от арумънското село Гопеш, Битолско. Баща му е първи братовчед с архитект Наум Торбов. Защитава докторат по право в Гьотинген през 1923 г. Впоследствие преподава международно право, философия на правото и немски в България. Между 1956 и 1980 г. превежда основните съчинения на Кант. За тях получава Хердерова награда от Виенския университет през 1970 г. Преподавал е в Софийския университет, както и във Висшето училище за финансови и административни науки (днес УНСС).
Цеко Торбов има принос за подобряване на италианския превод на „Критика на чистия разум“.

## Памет
В Нов български университет на името на Цеко Торбов е кръстена аудитория.
На 15 май 2019 г. е организирана национална научна конференция по повод 120 години от рождението му.

## Избрана библиография
- Основният принцип на правото: право и справедливост.   София, книжарница Д. Провадалиев, 1940.
- Естествено право и философия на правото (Naturrecht und Rechtsphilosopie) //  Годишник на Софийския университет. Юридически факултет; Annuaire de l'Universite de Sofia. Faculte de droit 42.   1947. с. 1-109.
- Векио, Джорджио дел. „Homo juridicus“ и недостатъчността на правото като правило на живота, превод от Цеко Торбов //  Годишник на Софийския университет; Annuaire de L'Universite de Sophia 12.   1947. с. 1- 25.

За него
- Ганев, Венелин. Доклад до Съвета на Юридическия факултет по конкурса за частен хоноруван доцент при Катедрата по Обща теория на правото //  Годишник на Софийския университет. Юридически факултет; Annuaire de l'Universite de Sofia. Faculte de droit 37.   1942. с. 8-11.
- Венедиков, Петко. Доклад до Съвета на Юридическия факултет по конкурса за частен хоноруван доцент при Катедрата по Обща теория на правото //  Годишник на Софийския университет. Юридически факултет; Annuaire de l'Universite de Sofia. Faculte de droit 37.   1942. с. 1-9.
- Димитър Цацов. Критическата школа Фриз-Нелсон-Торбов. С., 1999, ISBN 954-676-046-3
- Весела Ляхова. Живот мисия. Книга за проф. д-р Цеко Торбов. С., Графика 19, 2001
- Димитър Цацов. Българо-германски философски отношения. Леонард Нелсон-Цеко Торбов. ВТ, Фабер, 2016, ISBN 978-619-00-0501-8
- Димитър Цацов. Въведение в българското нелсонианство. С., Авангард Прима, 2020, ISBN 978-619-239-334-2